# Deborah Cox diskografi
Deborah Cox är en kanadensisk singer-songwriter, musikproducent och skådespelare. Hennes diskografi består av fem studioalbum, fyra samlingsalbum, ett remixalbum, 14 singlar och 13 marknadsföringssinglar utgivna av skivbolagen Arista Records, J Records, Decca Records och Deco Entertainment. Sedan karriärstarten i mitten av 1990-talet har Cox haft sex topp-tjugo-hits på amerikanska R&B-listan Hot R&B/Hip-Hop Songs och utnämnts som Kanadas mest framgångsrika R&B-sångare. På grund av de många remixversioner av hennes låtar som framställts av musikproducenter och DJ:s har hon kallats "Queen of Clubland" av Billboard Till och med 2014 har hon haft 12 listettor på amerikanska danslistan Hot Dance Club Songs under en period av 18 år.
Cox erbjöds ett skivkontrakt av Clive Davis och skrev på för hans Arista Records 1995. Hennes självbetitlade debutalbum kom i september samma år och blev platina- respektive guldcertifierat i Kanada och USA. Cox hjälpte till att skriva huvudsingeln "Sentimental", som blev en topp-fem-hit på amerikanska R&B-listan. Hennes andra studioalbum, One Wish, gavs ut i september 1998 och guld- respektive platinacertifierades i Kanada och USA. Albumet innehåller singeln "Nobody's Supposed to Be Here" som nådde andraplatsen på Billboard Hot 100. Den låg också 14 veckor som etta på amerikanska R&B-listan och slog därmed rekord med längst tid som etta på den listan, ett rekord som stod sig i flera år. "We Can't Be Friends", en duett med R.L. från bandet Next, blev hennes andra topp-tio-hit på Hot 100-listan. Cox gav ut det tredje studioalbumet The Morning After på J Records i november 2002. Hennes första jazzalbum, Destination Moon, var en hyllning till Dinah Washington och gavs ut i juni 2007. Cox gav ut The Promise i november 2008 på sitt eget skivbolag, Deco Entertainment. Singeln "Beautiful U R" nådde topp-tio på kanadensiska singellistan Canadian Hot 100 och platinacertifierades av Canadian Recording Industry Association (CRIA).

## Album

### Studioalbum
| Deborah Cox | - Släppt: 12 september 1995 - Skivbolag: Arista - Format: CD, kassett                  | 52 | 102 | 25 | - KAN: Platina - USA: Guld | - KAN: 100 000[B] - USA: 293 000[A] - Globalt: 1 000 000+[C] |
| One Wish | - Släppt: 29 september 1998 - Skivbolag: Arista - Format: CD                           | ×  | 72  | 14 | - KAN: Guld - USA: Platina | - USA: 1 000 000+[D]                                         |
| The Morning After | - Släppt: 5 november 2002 - Skivbolag: J - Format: CD, digital nedladdning             | —  | 38  | 7  |                            | - USA: 200 000[E]                                            |
| Destination Moon | - Släppt: 19 juni 2007 - Skivbolag: Decca - Format: CD, digital nedladdning            | —  | 175 | 24 |                            |                                                              |
| The Promise | - Släppt: 11 november 2008 - Skivbolag: Deco / Image - Format: CD, digital nedladdning | —  | 106 | 14 |                            |                                                              |
| "—" betecknar album som inte utgavs i det landet eller som inte gick in på listan. "×" betecknar album som gick in på listan men vars listplaceringar är okända. |                                                                                        |    |     |    |                            |                                                              |

### Remixalbum
| Remixed                                                                            | - Släppt: 22 juli 2003 - Skivbolag: J - Format: CD, digital nedladdning | 85 | 4 |
| "—" betecknar album som inte utgavs i det landet eller som inte gick in på listan. |                                                                         |    |   |

### Övrigt
| Titel                                  | Albuminformation                                                                      | Kommentarer |
| -------------------------------------- | ------------------------------------------------------------------------------------- | --- |
| Ultimate Deborah Cox                   | - Utgiven: 18 maj 2004 - Skivbolag: BMG Heritage - Format: CD                         | - Cox första samlingsalbum. Innehåller hennes mest populära låtar som "Nobody's Supposed to Be Here", "We Can't Be Friends" och "Who Do U Love" samt Whitney Houston-duetten "Same Script, Different Cast". |
| Symptoms of Love                       | - Utgiven: 27 februari 2007 - Skivbolag: Sony BMG - Format: CD                        | - Cox andra samlingsalbum med låtar från studioalbumen Deborah Cox, One Wish och The Morning After. Albumet innehåller även Hex Hectors dansmix av "Thing's Just Aint the Same".                            |
| S.O.U.L.                               | - Utgiven: 22 februari 2011 - Skivbolag: Sony Music - Format: Digital nedladdning, CD | - Cox tredje samlingsalbum. Innehåller flera dansremixer av hennes låtar skapade av Hex Hector, Hannii och David Morales.                                                                                   |
| Playlist: The Very Best of Deborah Cox | - Utgiven: 15 oktober 2013 - Skivbolag: Sony Legacy - Format: Digital nedladdning, CD | - Cox fjärde samlingsalbum. Innehåller låtar från studioalbumen Deborah Cox, One Wish och The Morning After.                                                                                                |

## Singelskivor

### Singlar
| "Sentimental"                                                                        | 1995 | 34 | 46 | 34 | 27 | 4    | 33 |                | Deborah Cox                |
| "Who Do U Love"                                                                      | 1996 | 15 | 2  | 31 | 17 | 12   | 1  | - NZ: Platina  | Deborah Cox                |
| "Where Do We Go from Here"                                                           | 1996 | 66 | 20 | —  | 48 | 28   | —  |                | Deborah Cox                |
| "Things Just Ain't the Same"                                                         | 1997 | —  | —  | —  | 56 | 22   | 1  |                | Money Talks                |
| "Nobody's Supposed to Be Here"                                                       | 1998 | 21 | —  | 55 | 2  | 1    | 1  | - USA: Platina | One Wish                   |
| "It's Over Now"                                                                      | 1999 | —  | —  | 49 | 70 | 20   | 1  |                | One Wish                   |
| "We Can't Be Friends" (duett med R.L. från Next)                                     | 1999 | —  | —  | —  | 8  | 1    | —  | - USA: Guld    | One Wish                   |
| "Same Script, Different Cast" (duett med Whitney Houston)                            | 2000 | —  | —  | —  | 70 | 14   | 4  |                | Whitney: The Greatest Hits |
| "Up & Down (In & Out)"                                                               | 2002 | —  | —  | —  | —  | 67   | —  |                | The Morning After          |
| "Beautiful U R"                                                                      | 2008 | 10 | —  | —  | —  | —    | 1  | - KAN: Platina | The Promise                |
| "More than I Knew"                                                                   | 2015 | —  | —  | —  | —  | —[I] | —  |                | Work of Art                |
| "—" betecknar singlar som inte utgavs i det landet eller som inte gick in på listan. |      |    |    |    |    |      |    |                |                            |

### Promosinglar
| "The Sound of My Tears"                                                              | 1996 | 97 | 51   | —  | Deborah Cox       |
| "It Could've Been You"                                                               | 1996 | —  | —    | 19 | Deborah Cox       |
| "Just Be Good to Me"                                                                 | 1996 | —  | —    | 8  | Deborah Cox       |
| "I Never Knew"                                                                       | 2000 | —  | —    | 1  | One Wish          |
| "Absolutely Not!"                                                                    | 2001 | —  | —    | 1  | Dr. Dolittle 2    |
| "Play Your Part"                                                                     | 2003 | —  | —    | 1  | The Morning After |
| "Something Happened on the Way to Heaven"                                            | 2003 | 95 | —    | 1  | Urban Renewal     |
| "Easy as Life (Theme from AIDA)"                                                     | 2004 | —  | —    | 24 |                   |
| "House Is Not a Home"                                                                | 2005 | —  | —    | 2  |                   |
| "Everybody Dance"                                                                    | 2007 | —  | —    | 17 | The Event         |
| "Saying Goodbye"                                                                     | 2009 | —  | —[H] | —  | The Promise       |
| "If It Wasn't for Love"                                                              | 2011 | —  | —    | 1  |                   |
| "Higher" (featuring DJ Paige)                                                        | 2013 | —  | —    | 1  |                   |
| "Kinda Miss You"                                                                     | 2015 | —  | —    | —  | Work of Art       |
| "—" betecknar singlar som inte utgavs i det landet eller som inte gick in på listan. |      |    |      |    |                   |

### Som medverkande artist
| "Leave the World Behind" (Swedish House Mafia & Laidback Luke featuring Deborah Cox) | 2009 | 14 | 23 | 75 | 39 | 40 | Until One |
| "—" betecknar singlar som inte utgavs i det landet eller som inte gick in på listan. |      |    |    |    |    |    |           |

### Andra listnoteringar
| "The Morning After"                                                                  | 2002 | 63 | The Morning After |
| "—" betecknar singlar som inte utgavs i det landet eller som inte gick in på listan. |      |    |                   |

## Musikvideor
| År   | Musikvideo                     | Artist(er)            | Regissör         | Information |
| ---- | ------------------------------ | --------------------- | ---------------- | --- |
| 1995 | "Sentimental"                  | Deborah Cox           | i.u.             | Cox framför låten på en mindre nattklubb. Den vid tidpunkten okända amerikanska skådespelaren Omar Epps spelar sångarens tidigare partner som betraktar uppträdandet från lokalens bakre del.                                                                |
| 1996 | "Who Do U Love"                | Deborah Cox           | Brett Ratner     | Cox konfronterar sin otrogna partner och dansar med vänner på en gata. |
| 1996 | "Where Do We Go from Here"     | Deborah Cox           | Brett Ratner     | i.u. |
| 1997 | "Things Just Ain't the Same"   | Deborah Cox           | Francis Lawrence | i.u. |
| 1998 | "Nobody's Supposed to Be Here" | Deborah Cox           | Darren Grant     | Videon börjar med att visa Cox framföra låten i ett sovrum men förflyttar sig sedan utomhus. Med hjälp av en kran filmas Cox med svepande och "dramatiska" rörelser som förstärker effekterna av sångarens högre toner mot låtens slut.                      |
| 1999 | "It's Over Now"                | Deborah Cox           | Director X       | i.u. |
| 1999 | "We Can't Be Friends"          | Deborah Cox, R.L      | Director X       | En känslosam video som skildrar ett par i en separation. |
| 2002 | "Up & Down"                    | Deborah Cox, Jadakiss | Kevin Bray       | Som en del av marknadsföringen för albumet The Morning After visades videon till "Up & Down" vid inflygningar ombord Continental Airlines flighter under 2002.                                                                                               |
| 2008 | "Beautiful U R"                | Deborah Cox           | Lil X            | Cox spelade in den svartvita videon till "Beautiful U R" när hon var sju månader in i sin graviditet. Videon förklarades handla om "självständighet och kärlek" och visar flera kvinnor som tar av sig sitt smink och smycken och omfamnar sin inre skönhet. |
| 2015 | "Kinda Miss You"               | Deborah Cox           | i.u.             | En marknadsföringsvideo som dokumenterar fotograferingen inför albumomslaget till Work of Art. |
| 2015 | "More than I Knew"             | Deborah Cox           | i.u.             | i.u. |